# Окрема бригада спеціального призначення «Одеса» (РФ, Донбас)
Батальйон «Одесса» — незаконне збройне терористичне формування організації ЛНР, сформоване з російських добровольців. В Україні визнане як незаконне. Командир формування — Олексій «Фома» Фомінов.

## Історія

### Передісторія
Ватажок угруповання, Олексій Фомінов, брав участь у заворушеннях в Одесі 2 травня 2014 року, виконуючи функції коменданта бойовиків Куликового поля.

### Створення
Особовий склад формування набирався з 18 червня до 12 липня 2014 року у Ростовській області РФ — було відібрано 124 чоловіка з 700 претендентів, решта були передані до лав донських казаків. Тоді ж формування отримало від Російської Федерації озброєння.
10 серпня 2014 року бойовики формування викрали і стратили Олену Куліш і Володимира Альохіна з села Переможне Луганської області, що допомагали українській армії.
22 серпня бойовики формування стратили чотирьох членів сім'ї Бочневичів — Сергія, Вікторію, Катерину та Григорія, які допомагали українській армії в Луганському аеропорту. Семеро бойовиків прибули з сусіднього села Першозванівки.
Згідно даних проросійської сторони, найманці з ПВК «Вагнер» пропонували батальйону підтримати штурм Луганського аеропорту у серпні 2014, проте вони відмовилися.
10—11 січня 2015 року формування було роззброєне приватною військовою компанією «Вагнер».
У квітні 2015 року, поки командир формування Фомінов знаходився «на підвалі», на сторінці формування у соціальних мережах були оприлюднені документи, що свідчать про крадіжку гуманітарних вантажів «керівництвом» ЛНР і спецслужбами РФ на Донбасі.
У липні 2015 року Луганську, при спробі «Якута», бойовика батальйону, пограбувати приватного підприємця, той відкрив вогонь у відповідь, яким убив одного російського бойовика і важко поранив «Якута», після чого той з інвалідністю виїхав до Ростовської області РФ.

## Озброєння
Отримано в РФ:
- танк Т-72Б зр. 1989
- ПТРК «Фагот»
- протитанкові ракети 9М111-2
- ПЗРК «Ігла»
- зенітна установка ЗУ-23-2
- снайперські гвинтівки СВДМ (модернізовані російські моделі з нічним прицілом)
- станкові гранатомети СПГ-9
- станкові гранатомети АГС-17
- крупнокаліберний кулемет НСВ «Утёс»

## Втрати
З відкритих джерел відомо про деякі втрати ОБрОП «Одесса»:
| п/п | Прізвище, ім'я, по-батькові                  | Місце смерті                            | Дата народження | Дата смерті |
| --- | -------------------------------------------- | --------------------------------------- | --------------- | ----------- |
| 1.  | Комов Іван Миколайович                       | поблизу м. Краснодон, Луганська область | 24.06.1979      | 27.07.2014  |
| 2.  | Цимбалістов Євген Вікторович («Доцент»)      | Першозванівка (Луганська область)       | 14.11.1986      | 27.08.2014  |
| 3.  | Алексєєнко Дмитро Володимирович («Фенікс»)   | Сокільники, Луганська область           | 02.08.1988      | 12.02.2015  |
| 4.  | Парначов Денис Володимирович («Турист»)      | Чорнухине, Луганська область            | 14.06.1971      | 26.02.2015  |
| 5.  | Чередниченко В'ячеслав Миколайович («Череп») | Жовте                                   | 12.06.1979      | 20.05.2015  |